# 南非全国矿工工会
南非全国矿工工会（英語：The National Union of Mineworkers，简称NUM）是南非的一个工会组织。该工会拥有30万名成员，是南非工会联合会（Congress of South African Trade Unions）最大的成员工会。1982年成立后，该工会发展迅速，1983年南非矿业商会认可其为谈判对象。
NUM于上世纪八十年代（1980年代）在废除“保留工作制”方面成绩斐然。所谓的“保留工作制”，就是一种保证将薪水最丰厚的工作分配给白人的制度。
NUM是国际化学品、能源、矿业和普通工人工会联合会（The International Federation of Chemical, Energy, Mine and General Workers' Unions）的成员。据南非报纸《Business Day》称，“该会赞赏和珍惜私人资本与强公司体制。”